# Rodney Afif
Rodney Afif est un acteur australien né en 1967 à Sydney.

## Filmographie

### Cinéma
- 2001 : Serenades : Abdullah
- 2004 : Josh Jarman : Technicien
- 2004 : Love's Brother : Guido
- 2007 : Lucky Miles : Youssif
- 2008 : Salvation (en) : Barman
- 2009 : My Year Without Sex : Docteur
- 2011 : Killer Elite : Sheikh Amr
- 2017 : Pirates des Caraïbes : La Vengeance de Salazar  : L'officier Magda

### Courts-métrages
- 2005 : Azadi
- 2006 : No Mail
- 2006 : Checkpoint
- 2011 : The Orchard

### Télévision
- 1997 : Océane : Bedouin
- 1998 - 2001 : Blue Heelers : Peter Vella / Suleiman 'Sam' Demir
- 2000 : Halifax f.p : Marty Vella
- 2001 : Stingers : Fahrad
- 2002 : Marshall Law (en) : Habash
- 2002 : Legacy of the Silver Shadow : voleur
- 2002 : Bootleg (en)
- 2003 : Welcher & Welcher
- 2003 : The Secret Life of Us : David
- 2003 : MDA : Dr. Haziz
- 2005 : Scooter: Secret Agent : Donald Ratborough
- 2008 : City Homicide, l'enfer du crime : Assad Mansour
- 2008 : All Saints : Nadir Fahmi
- 2008 : Son Altesse Alex : Subesh / Sudesh / Adesh
- 2008 : Rush : Peter Mayfair QC
- 2009 : Satisfaction : Omar
- 2011 : East West 101 : Khan
- 2014 : Winners & Losers : Khan
- 2014 : Offspring : Ross